# Смирнов, Антон (шахматист)
Анто́н Смирно́в (род. 28 января 2001, Канберра) — австралийский шахматист, гроссмейстер (2017). В составе сборной Австралии — участник Олимпиад: 2014 (7½ из 9) и 2016 (8½ из 10) (на них выполнил нормы для международного мастера и гроссмейстера), 2018 (7½ из 9) и 2022 (3 из 9). Смирнов выиграл Australasian Masters (2018), занял 2-е место в 11th London Chess Classic (2019), опен-турнирах в Голд-Косте (2018) и Риме (2019), 2-4 места на турнире в Монтебеллуне (2019), а также участвовал в Tata Steel 2020 (группа B).

## Биография
В 4 года Смирнов начал заниматься шахматами с отцом, международным мастером Владимиром Николаивичем. В 5 лет выиграл чемпионат Автралии до 8 лет, через год принял участие в первом международном турнире — чемпионат мира до 8 лет, где набрал 6½ очков. Позже он ещё дважды играл в этой возрастной категории, в последний раз разделил 2-е место. Смирнов занимался шахматами с Владимиром Беловым, одержал множество побед над титулованными игроками.
В 2012 году в Australasian Young Masters занял 4-е место, а в Australian Junior U18 Open — 2-е (в 2014 году выиграл последний турнир). Смирнов также поделил 1-е место в John Purdy Memorial Open 2012, выиграл Australasian Masters 2012 и получил за свои достижения медаль Арлаускаса.
В 2013 году Смирнов выполнил 2 нормы международного мастера, удачно выступив в Кубке Доберла и Открытом чемпионате Сиднея, прибавил 89 рейтинговых очков и занял 1-е место в мире среди шахматистов до 12 лет.
В 2014 году представлял Автралию на Олимпиаде и не проиграл ни одной партии, чем произвёл фурор. Его подготовил к Олимпитаде Дэвид Смердон.
На Кубке мира 2017 Смирнов дважды сыграл вничью с Сергеем Карякиным, но проиграл обе партии на тай-брейке.
Смирнов учился в школе Киларра в Сиднее, продолжил в Австралийском национальном университете, кроме шахмат занимался пинг-понгом, теннисом, плаванием и бегом.